# Mang Reeves
Mang Reeves hay mang Trung Quốc (Muntiacus reevesi; tên Trung Quốc: 山羌 - sơn khương, các tên gọi khác: 山琼 sơn quỳnh, 黄琼 hoàng quỳnh, 麻琼 ma quỳnh v.v), là loài mang đặc hữu của Đài Loan. Chúng cũng có mặt tại phần đại lục miền đông của châu Á, đã được đưa vào Hà Lan và Anh (tại Oxford) rất thành công. Nó ăn các loại cây thân thảo, hoa, chồi non, cỏ và hạt.
Mang Trung Quốc có thể phát triển tới chiều dài 90–95 cm (35-37 inch) và cân nặng khoảng 10–18 kg (22-40 pao). Mang đực có gạc ngắn, thông thường chỉ 10 cm (4 inch) hoặc ngắn hơn, và dùng chúng để đẩy cho kẻ thù mất cân bằng, giúp cho nó có thể làm cho kẻ thù bị thương bằng các răng nanh trên. The small deer is also called the barking deer.

## Hình ảnh

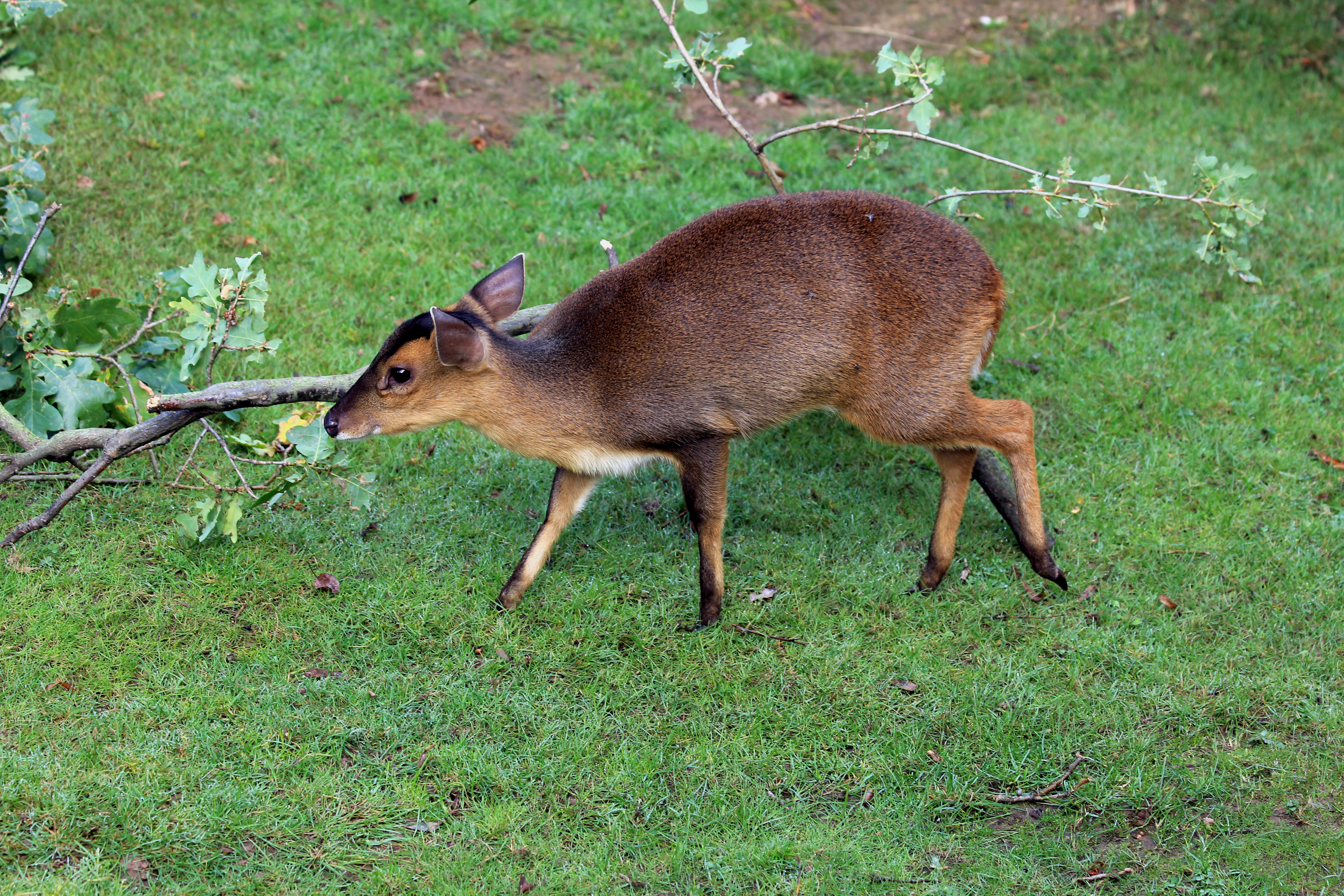
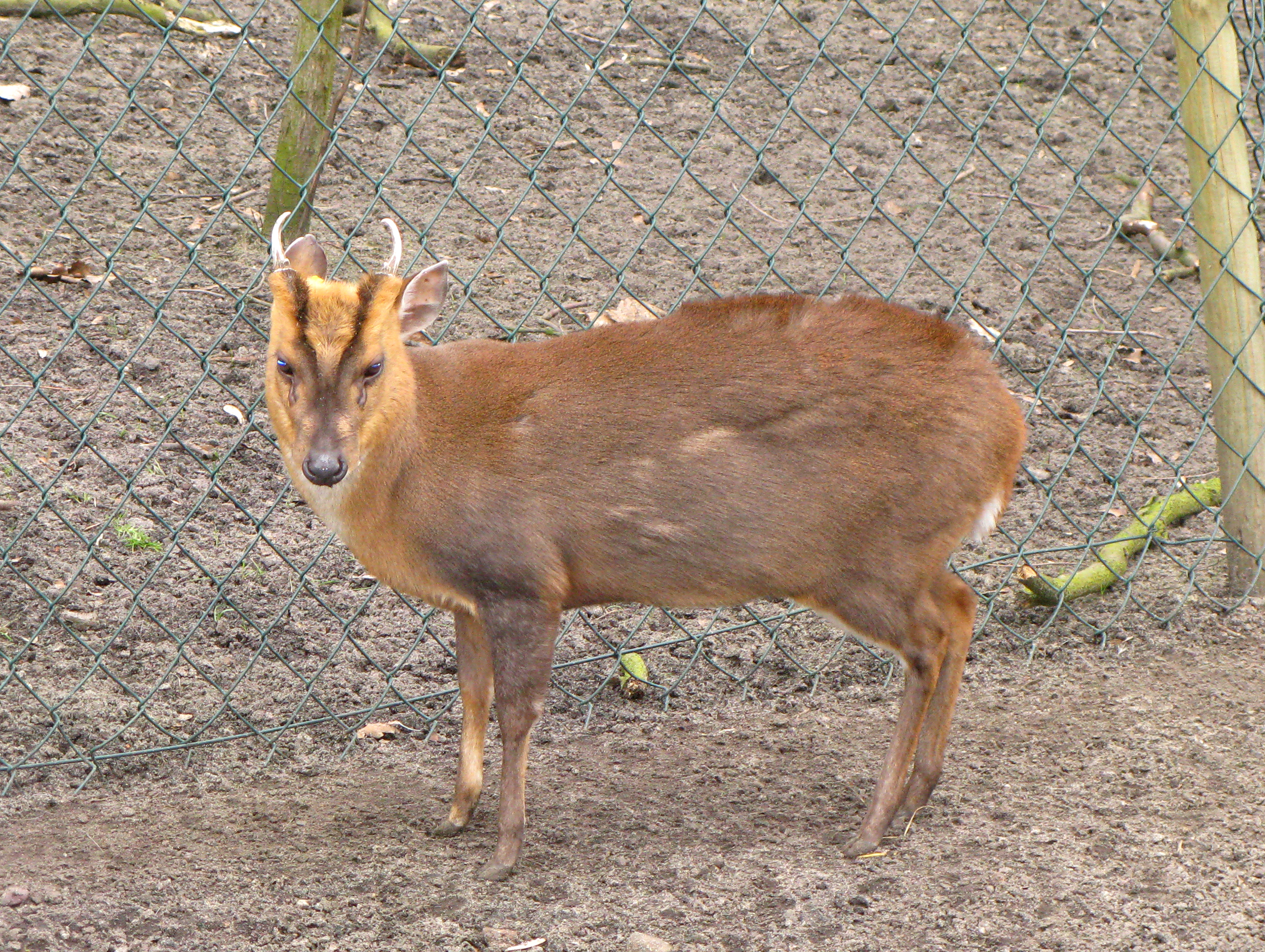
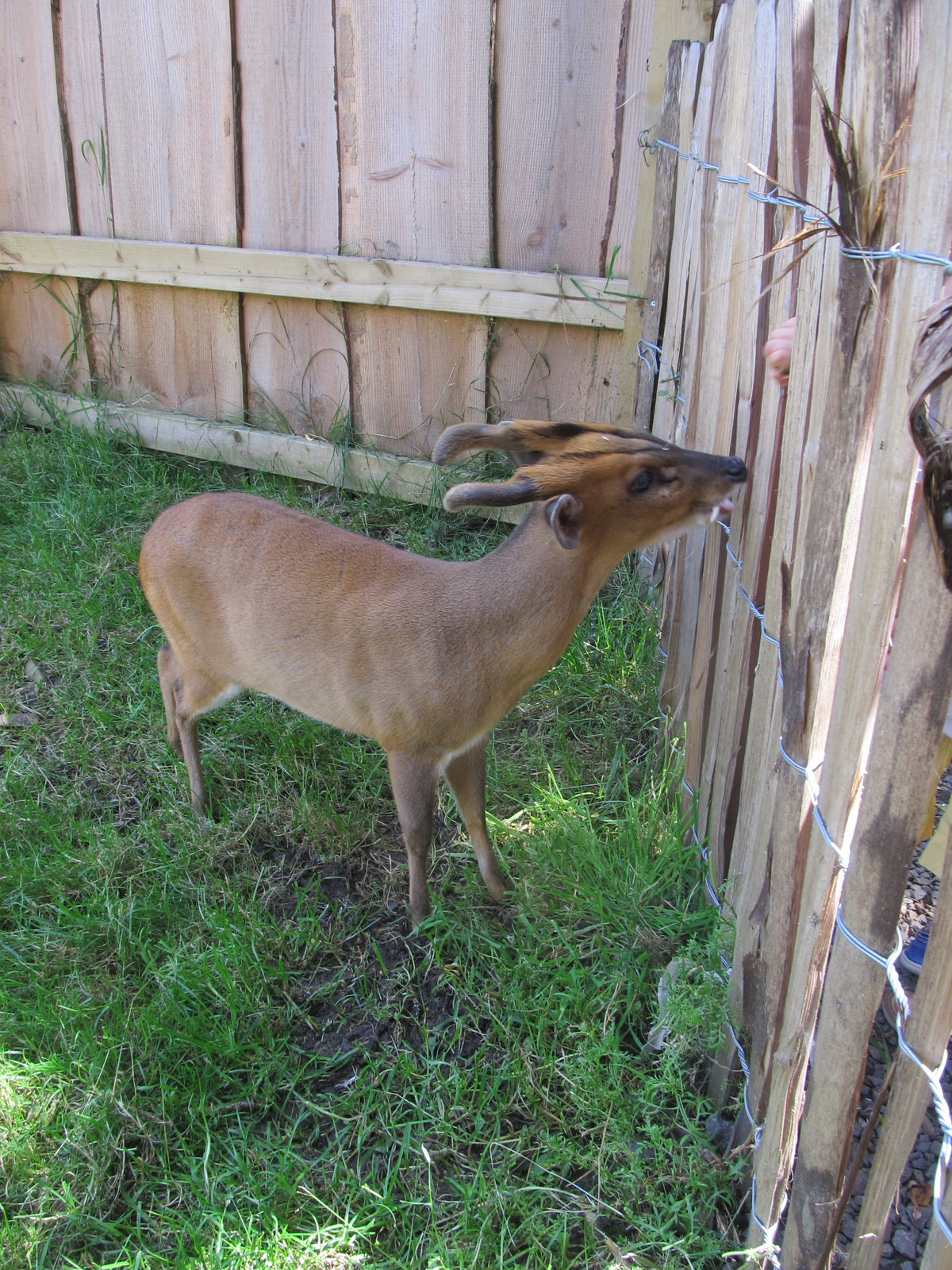
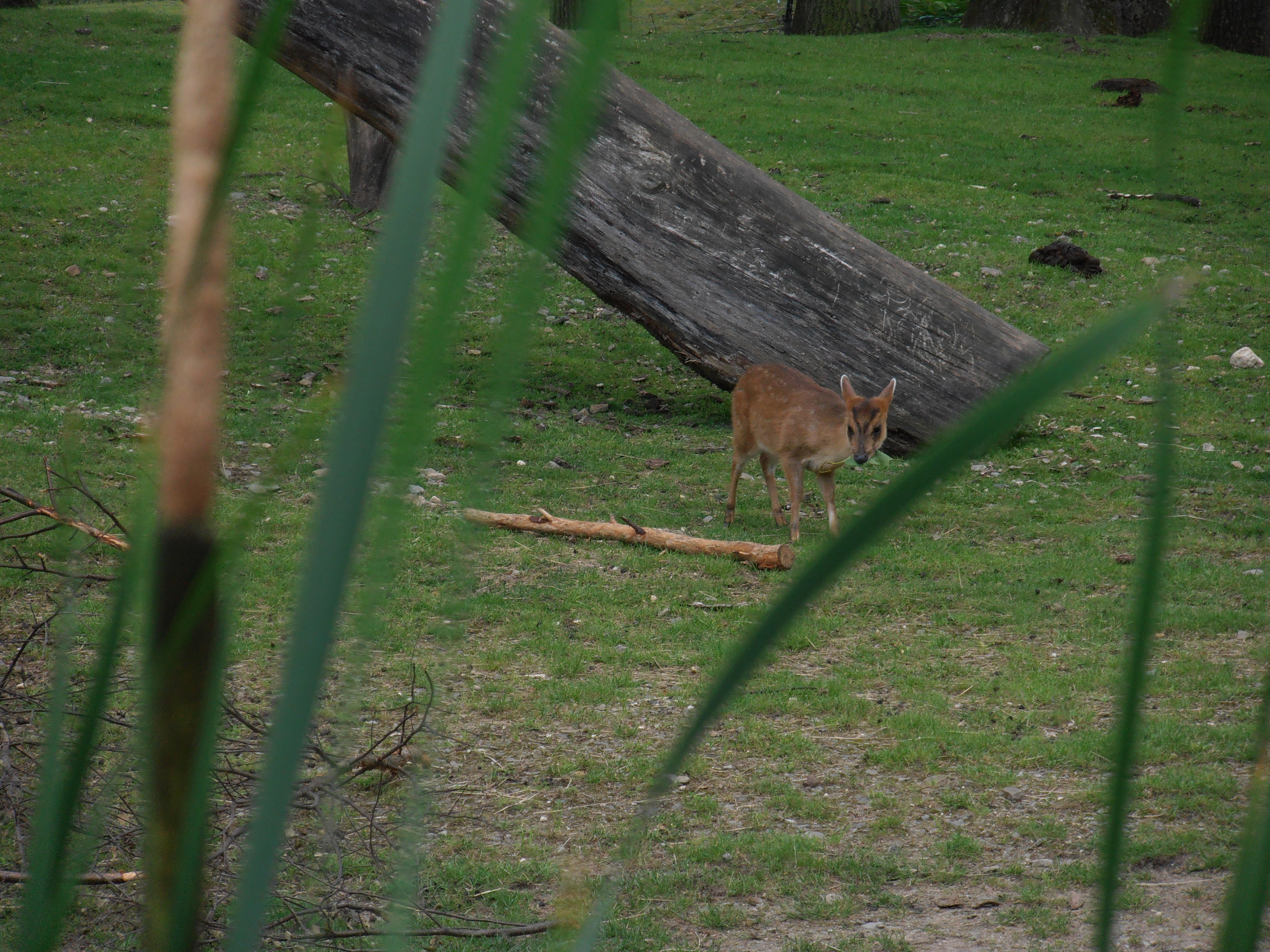
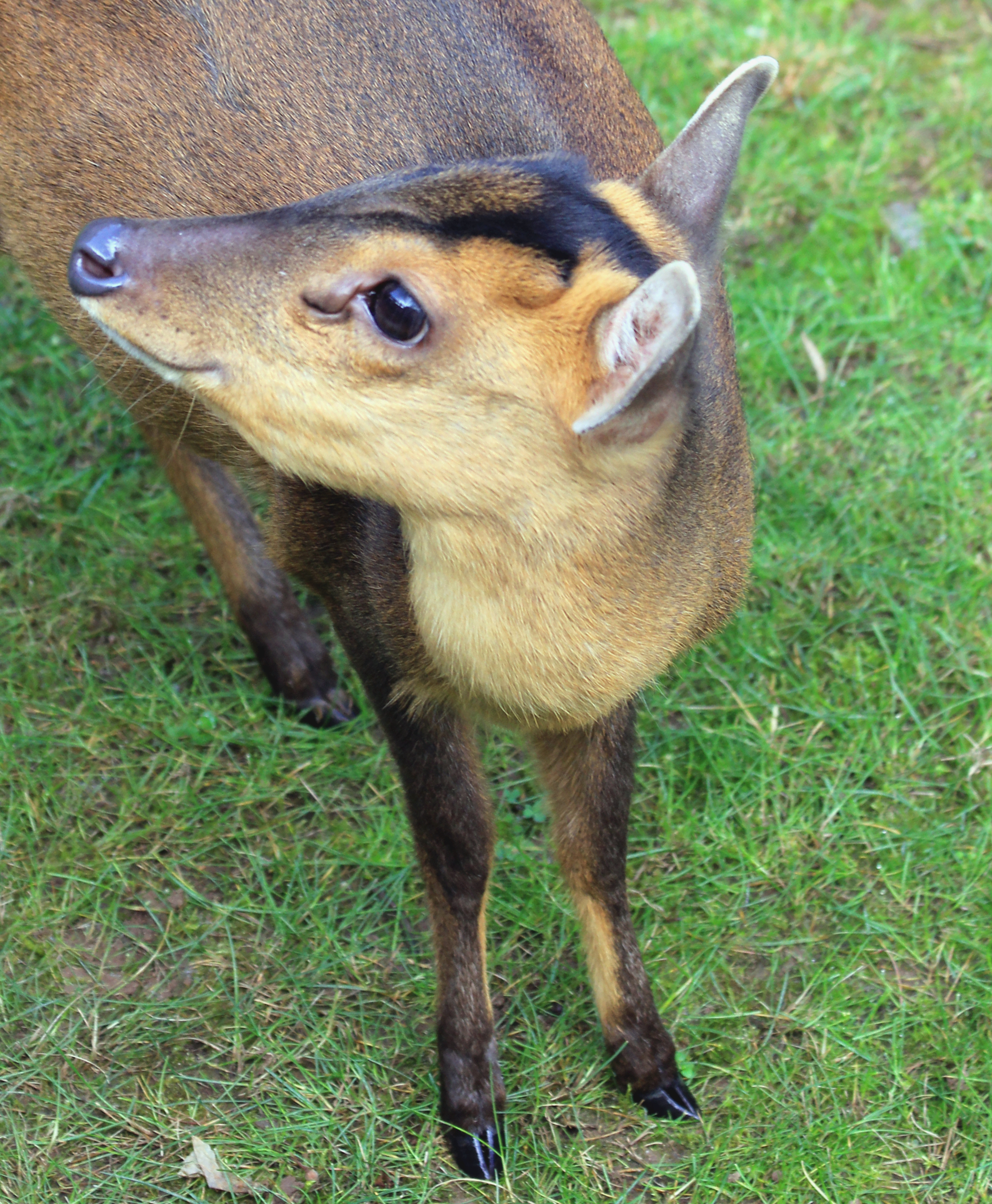